# Timothy Bateson
Timothy Dingwall Bateson (ur. 3 kwietnia 1926 w Londynie, zm. 15 września 2009 tamże) – brytyjski aktor filmowy i telewizyjny.

## Wybrana filmografia
- 1959: Mysz, która ryknęła – Roger
- 1959: Nasz człowiek w Hawanie – Rudy
- 1964: Zło Frankensteina – zahipnotyzowany mężczyzna
- 1965: Sposób na kobiety – właściciel złomowiska
- 1969: Włoska robota – dentysta
- 1971: Doctor at Large – pan Clifford
- 1977: Joseph Andrews – mistrz psów
- 1978: Babie lato – Amos Hames
- 1980: Skarby śniegu – portier hotelowy
- 1982: Profesor Q.E.D. czyli quod erad demontrandum – Alfie
- 1982: Dzwonnik z Notre Dame – handlarz
- 1986: Labirynt –
  - Robak (głos),
  - Strażnik (głos),
  - Goblin (głos)
- 1987: Hi-de-Hi! – Charlie
- 1988: Chelmsford 123 – wykładowca łaciny
- 1988: Garść prochu – MacDougal
- 1990–1993: Zorro – Padre Benites
- 1992: Zwierzęta z Zielonego Lasu – Measley (głos)
- 1998: Merlin – Ojciec Abbot
- 1999: Morderstwa w Midsomer – pan Jocelyne
- 1999: Joanna d’Arc – angielski sędzia
- 2000: Barbara – pan Dugdale
- 2000: Dziesiąte królestwo – Zębowa wróżka
- 2001: Odkrycie nieba – pan Keller
- 2004: Lawendowe wzgórze – pan Hallett
- 2005: Oliver Twist – Parson
- 2006: Mój bohater – Leo
- 2006: Wiedźmikołaj – wykładowca
- 2007: Harry Potter i Zakon Feniksa – Stworek (głos)
- 2007: Harry Potter i Zakon Feniksa – Stworek (głos)